# Джон Макдоуъл Стюарт
Джон Макдоуъл Стюарт (на английски: John McDouall Stuart) е шотландски пътешественик, изследовател на Австралия.

## Ранни години (1815 – 1844)
Роден е на 7 септември 1815 година в селището Дизърт, (днес предградие на Кърколди), област Файф, Шотландия, петото дете в семейството на капитан Уилям Стюарт и съпругата му Мери Макдоуъл. Завършва Шотландската морска и военна академия, но отказва да служи в армията. Получава диплома за инженер по топография и картография и на 23-годишна възраст, през 1838 г., емигрира в Австралия. Заселва се в Южна Австралия и започва работа по специалността си.

## Експедиционна дейност (1844 – 1862)

### Участие в експедицията на Чарлз Стърт (1844 – 1845)
През 1844 – 1845 взема участие като топограф, чертожник и художник в експедицията на Чарлз Стърт, която прави първия неуспешен опит за пресичане на Австралия от юг на север.

### Самостоятелни експедиции (1858 – 1862)
През 1858 – 1859 извършва три пътешествия в района на езерата Торънс и Еър. През 1858 извършва пътешествие в кръг, обикаля езерото Торънс и картира разположеното на югозапад от него езеро Гарднър (4700 км2). По време на третото си пътешествие през ноември 1859 е поразен от тежка очна болест и той почти ослепява.
През 1860 Стюарт, заедно с двама спътници, прави своя първи опит да пресече Австралия от юг на север. През януари 1860 се отправя от Аделаида на север. На 13 април открива паралелно простиращият се хребет Макдонъл (1510 м), на север от него – хребета Стюарт Блаф (1067 м), а на север от него малките хребети Дейвънпорт и Мърчисън. На 22 април достига до географския център на Австралия. Изминава още 150 мили на север, достига до езерото Уудс (17°50′ ю. ш. 133°30′ и. д. / 17.833333° ю. ш. 133.5° и. д.), но е спрян от враждебно настроени аборигени и през октомври се завръща в Аделаида.
Парламентът на Южна Австралия отделя £ 2500 за нова трансавстралийска експедиция и през ноември 1860 полуслепият Стюарт отново се отправя на север по стария си маршрут. В края на май 1861 достига на 100 мили на север от езерото Уудс – река Нюкасъл Крийк, вливаща се от север в езерото и през септември 1861 се завръща в Аделаида без да успее на пресече континента. До северното крайбрежие остават само 300 мили, но поради недостиг на хранителни припаси и вода е принуден за втори път да се върне.
Изтощен и крайно измъчен от очното заболяване, той веднага се заема с подготовката на трета експедиция. На 26 октомври 1861 се отправя на път, като този път успява да пресече Австралия. На север от езерото Уудс открива река Бьорден Крийк (десен приток на Ропер), а на север от Ропер – река Аделейд, по която се спуска до залива Ван Димен на 24 юли 1862. По този начин Стюарт става вторият европеец, който успява да пресече Австралия в меридионално направление след Робърт О'Хара Бърк, но за разлика от него се завръща жив в Аделаида на 18 декември 1862.
През 1870 – 1872 по маршрута на експедицията на Стюарт е построен трансавстралийския телегреф Аделаида – Дарвин.

## Последни години (1863 – 1866)
След завършване на успешното си пътешествие Стюарт се завръща в Англия напълно сляп и живее в Лондон, където през 1864 публикува книгата за своите пътешествия „The journal of John Mac Douall Stuart“ (London, 1864).
Умира на 5 юни 1866 година в Лондон на 50-годишна възраст.

## Памет
Неговото име носят:
- връх Централен Маунт Стюарт (21°54′ ю. ш. 133°27′ и. д. / 21.9° ю. ш. 133.45° и. д., 846 м), в Централна Австралия, Северна територия;
- град Стюарт Парк, предградие на град Даруин, Северна територия;
- нос Стюарт (12°13′ ю. ш. 131°53′ и. д. / 12.216667° ю. ш. 131.883333° и. д.), на северния бряг на Австралия;
- улица Стюарт, в град Грифит, предградие на Канбера;
- хребет Стюарт (29°00′ ю. ш. 134°30′ и. д. / 29° ю. ш. 134.5° и. д.), в Южна Австралия;
- хребет Стюарт Блаф (22°30′ ю. ш. 132°30′ и. д. / 22.5° ю. ш. 132.5° и. д.), в Централна Австралия, Северна територия;
- шосе Стюарт, 2834 км, свързващо град Даруин, Северна територия с град Порт Огъста, щат Южна Австралия.